# Music from the Major Motion Picture Crossroads
Music from the Major Motion Picture Crossroads es la banda sonora oficial de la película de 2002 Crossroads, protagonizada por Britney Spears. La compilación presenta solo seis tracks de distintos artistas, más dos remixes previamente lanzados en los EUA por Britney: "I Love Rock 'N' Roll" (Karaoke Version) y "Overprotected" (JS16 Remix) que estuvieron disponibles gratis en los cinemas en la primera semana de lanzamiento.

## Lista de canciones
1. Britney Spears - "I Love Rock 'N' Roll" (Karaoke Version) - 3:04
2. Mystikal - "Shake It Fast" - 4:15
3. Matthew Sweet - "Girlfriend" - 3:40
4. Jars Of Clay - "Unforgetful You" - 3:20
5. Bowling for Soup - "Greatest Day" - 3:14
6. Britney Spears - "Overprotected" (JS16 Remix) - 6:07
7. Madonna - "Open Your Heart" - 3:45
8. Bowling For Soup - "Suckerpunch" - 3:50
9. Marvin Gaye - "Let's Get It On"
10. Bowling For Soup - "You And Me" - 2:37
11. Lit - "Lipstick & Bruises" - 3:35
12. The Cult "Rise" - 3:52
13. *NSYNC - "Bye Bye Bye" - 3:28
14. Anti Matter - "How I Could Just Kill a Man" - 3:18
15. Knox Hughes & Sidney James - "I Ran" - 2:28
16. Boomkat - "Crazy Love" - 2:37
17. Shania Twain - "Man! I Feel Like A Woman" - 3:55
18. Travis - "Follow The Light" - 2:18
19. Jars Of Clay - "Unforgetful You" - 3:48
20. Britney Spears - "I'm Not A Girl, Not Yet A Woman" - 3:27
21. Sheryl Crow - "If It Makes You Happy" - 3:54
22. Nikka Costa - "So Have I For You" - 2:54